# Rohn-Gletscher
Der Rohn-Gletscher ist der linke Quellgletscher des Nizina-Gletschers an der Südflanke der östlichen Wrangell Mountains in Alaska (USA).
Der 26,5 km lange Rohn-Gletscher besitzt sein Nährgebiet 5 km nordöstlich vom Gipfel des Regal Mountain auf einer Höhe von 2500 m. Er fließt anfangs 11 km in östlicher Richtung. Der Whiskey-Hill-Gletscher trifft von Norden kommend auf den Rohn-Gletscher. Anschließend wendet sich dieser nach Südosten und später nach Süden. Die Gletscherbreite liegt bei 2,1 km. Der Rohn-Gletscher vereinigt sich schließlich auf einer Höhe von etwa 1050 m mit dem von Westen kommenden Regal-Gletscher zum Nizina-Gletscher.
Benannt wurde der Gletscher im Jahr 1901 vom U.S. Geological Survey (USGS) nach Oscar Rohn, der im Jahr 1899 diesen Gletscher überquerte.